# بورا ماورتوا
بورا ماورتوا لومبيرا، بعد الزواج بورا أوسيلاي (ليمبياس، كانتابريا، 10 أبريل 1883 - مدريد، 3 ديسمبر 1972) كانت مخرجة مسرحية إسبانية في القرن العشرين.
البدايات
وُلدت في عائلة ميسورة. كانت والدتها بوري فيكاسيون لومبيرا من ليمبياس، ووالدها رامون ماورتوا من إلوريا (فيزكايا)، وكان يعمل في صناعة الدهون والصابون. قضت شبابها في كانتابريا، لكنها كانت تقضي فترات في مدريد مع عمها خوسيه غوميز أوكانيا، أستاذ الفيزيولوجيا في الجامعة المركزية. هو الذي أدخلها إلى العالم الثقافي في مدريد ورافقها في رحلاتها عبر إسبانيا وفرنسا وإيطاليا.
بعد زواجها من إنريكي أوسيلاي، استقرت نهائيًا في مدريد. أنجبت من زواجها أربع بنات، إحداهن كانت أول امرأة في إسبانيا تحصل على شهادة في الهندسة المعمارية وفازت بالجائزة الوطنية عام 2004، ماتيلدي أوسيلاي. وابنتها الأخرى كانت مارجريتا أوسيلاي، وهي فيلولوجية ومتخصصة في أعمال غارسيا لوركا.
نادي ليشيوم النسائي
كانت عضوًا مؤسسة في نادي ليشيوم النسائي، الذي تم افتتاحه في نوفمبر 1926 في بيت المواقد السبعة (Casa de las Siete Chimeneas). وكانت هي المسؤولة عن تزيين المكان.
غطت الصحافة هذا الافتتاح، حيث كتب يوسيبيو دي جوربيا، زوج إلينا فورتون، في مقال نشر في صحيفة "لا ليبرتاب"، نبذة عن أبرز المؤسسات اللواتي كان من بينهن بورا ماورتوا. انتهى المقال بعدة أسئلة أجابت عليها عدة مؤسسات، وظهرت إجابات ماورتوا في 24 ديسمبر من نفس العام.
في إجاباتها، أعطت ماورتوا وجهة نظر نسوية قائلة:
"أعتقد أن تأسيس نادي ليشيوم كان بسبب الحاجة التي شعرت بها المرأة الإسبانية لاستعادة حقوقها والاعتراف بها ككائن بشري له نفس القدرات والحقوق والواجبات التي يتمتع بها الرجل."
كما كانت ترى في النادي تقدمًا كبيرًا للثقافة، سواء للرجال أو النساء.
La Cívica
بالاشتراك مع ماريا ليخارا وماريا رودريغو، أسست جمعية نسائية للتربية المدنية، معروفة شعبياً باسم "لا سيفيكا". تم الإعلان عن تأسيسها من قبل ليخارا في أغسطس 1931 من على منصة الأتينيو، ثم تم الترويج لها عبر منشورات صغيرة وإعلانات في الصحف.
بدأت الأنشطة في مارس 1932 في مباني المدرسة العليا لتدريب المعلمين في مدريد، ثم انتقلت في يونيو إلى مقر خاص بها. كانت الجمعية موجهة للطبقة الوسطى، وتهدف إلى توفير مكان للقاء ومنصة للعمل الاجتماعي، بالإضافة إلى الاهتمام بالتكوين الثقافي.
من بين من قدموا الدورات كانت كلارا كامبوامور، ماريا دي مايستو، وفيرناندو دي لوس ريوس. كما نشأ من جمعية "لا سيفيكا" نادي أنفيستورا، الذي كان من المقرر أن يُسمى في البداية نادي المسرح الثقافي، لكنه أخذ اسمه الحالي بناءً على اقتراح من غارسيا لوركا.
Club Anfistora
في خريف عام 1932 طلبت ماورتوا من غارسيا لوركا إذنًا لعرض مسرحية La zapatera prodigiosa. وافق لوركا لكن بشرط أن يتم عرض مسرحية أخرى له كانت ممنوعة، فكانت يجب على ماورتوا أن تحصل على نسخة من النسخ المصادرة. نجحت في ذلك، وفي 5 أبريل 1933 عرضت في مسرح إسباني مسرحية Amor de don Perlimplín con Belisa en su jardín، التي كانت مكتملة في 1928 وتم حظرها من قبل ديكتاتورية بريمو دي ريفيرا بسبب محتواها الإيحائي.
وقف جريجوريو مارانيون من مقعده مستنكراً بسبب المحتوى الإيحائي وضعف شخصية بطل المسرحية. تعاون في الإخراج الرسام سانتياغو أونتانون والمصمم فونتاناليس، بينما تولت ماورتوا تصميم الأزياء.
في يناير 1935 قدمت نسخة من مسرحية Peribáñez y el comendador de Ocaña، أخرجتها مع غارسيا لوركا بمناسبة ذكرى وفاة لوبي دي فيغا. حققت نجاحًا كبيرًا، ورغم أن الأداء كان أفضل من فرق المسرح المحترفة التي شاركت في مسابقة أفضل عرض منظَّمة من قبل بلدية مدريد، لم يتم منحهم الجائزة بسبب احتجاجات الفرق الأخرى. لكنهم حصلوا على دعم لإعادة العرض مرة أخرى.
في 1935 حصلت على إذن من فال لي إنكلان لعرض مسرحية Los cuernos de don Friolera، وكان من المقرر عرضها في بداية 1936، لكن بعد وفاة الكاتب أوقفت بناءً على طلب أرملته خوسيفينا بلانكو التي كانت تعرف ماورتوا من نادي ليسيوم. فال كان قد طلب أن لا يتم استغلال وفاةه لأغراض سياسية. تمرد الممثلون وتركوا نادي أنفيستورا وعرضوا المسرحية مع فرقة جديدة تحت إدارة رافائيل ألبرتي وماريا تيريزا ليون.
في مايو 1936 قامت بمحاولة أولى لعرض مسرحية Así que pasen cinco años بالتعاون مع الكاتب، لكن اغتياله جعل ذلك مستحيلاً. وفقًا لإيان جيبسون، كان لوركا قد اقترح تأجيل العرض إلى ما بعد مسرحية Doña Rosita la soltera لأنها كانت أكثر قبولًا لدى الجمهور، وكان هو نفسه يدرك أن العمل الأصلي صعب الفهم. محفوظ نسخة مطبوعة بواسطة ماورتوا استخدمت في البروفات، تحتوي على تصحيحات بخط يد لوركا.
بعد الحرب الأهلية
بعد الحرب تعاونت مع أرتورو رويز كاستيلو في تصميم أزياء بعض أفلامه. كما أخرجت مسرحية Deseo bajo los olmos في مسرح Teatro de cámara y Ensayo. في سنواتها الأخيرة عانت من مرض منعها من القراءة. توفيت في 3 ديسمبر 1972 عن عمر يناهز 89 عامًا.
ماورتوا كانت لديها أربع بنات: إحداهن كانت ماتيلدي أوسيلّاي، أول مهندسة معمارية في إسبانيا، وأخرى مارغريتا أوسيلّاي التي واصلت العمل الذي بدأت به والدتها حول أعمال لوركا، في مسيرتها الأكاديمية التي طورتها في الولايات المتحدة.